# Federico Barocci
Federico Barocci, född 1535 i Urbino, Italien, död 30 september 1612 i Urbino, var en italiensk målare inom manierismen och barocken. Han var verksam i Urbino och Rom.

## Biografi
Barocci slöt sig till Rafael och Correggio, men utbildade i sina altarverk en mjukhet och realism som innebär en övergång mot manierismen. Baroccis mest kända målning är en takfresk i påven Pius IV:s Casino i Vatikanträdgårdarna. Barocci målade i huvudsak religiösa motiv, men även porträtt. Han kom att influera 1700-talets franska målare.
Utöver sina målningar har Barocci även efterlämnat en mängd teckningar och några etsningar. Barocci är representerad vid bland annat Nationalmuseum i Stockholm.

## Verk i urval
- Vila under flykten till Egypten (1570)
- Madonna del Popolo (cirka 1577)
- Scener ur Kristi liv – Casino di Pio IV, Vatikanstaten
- Jungfru Marie besök hos Elisabet – Cappella della Visitazione, Santa Maria in Vallicella[2]
- Bebådelsen (1592–1596) – Santa Maria degli Angeli, Assisi
- Kristi födelse (1597)
- Aeneas flykt ur det brinnande Troja (1598)

## Bilder
| - Bebådelsen. - Jungfru Marie besök hos Elisabet. |